# Kiskőrös

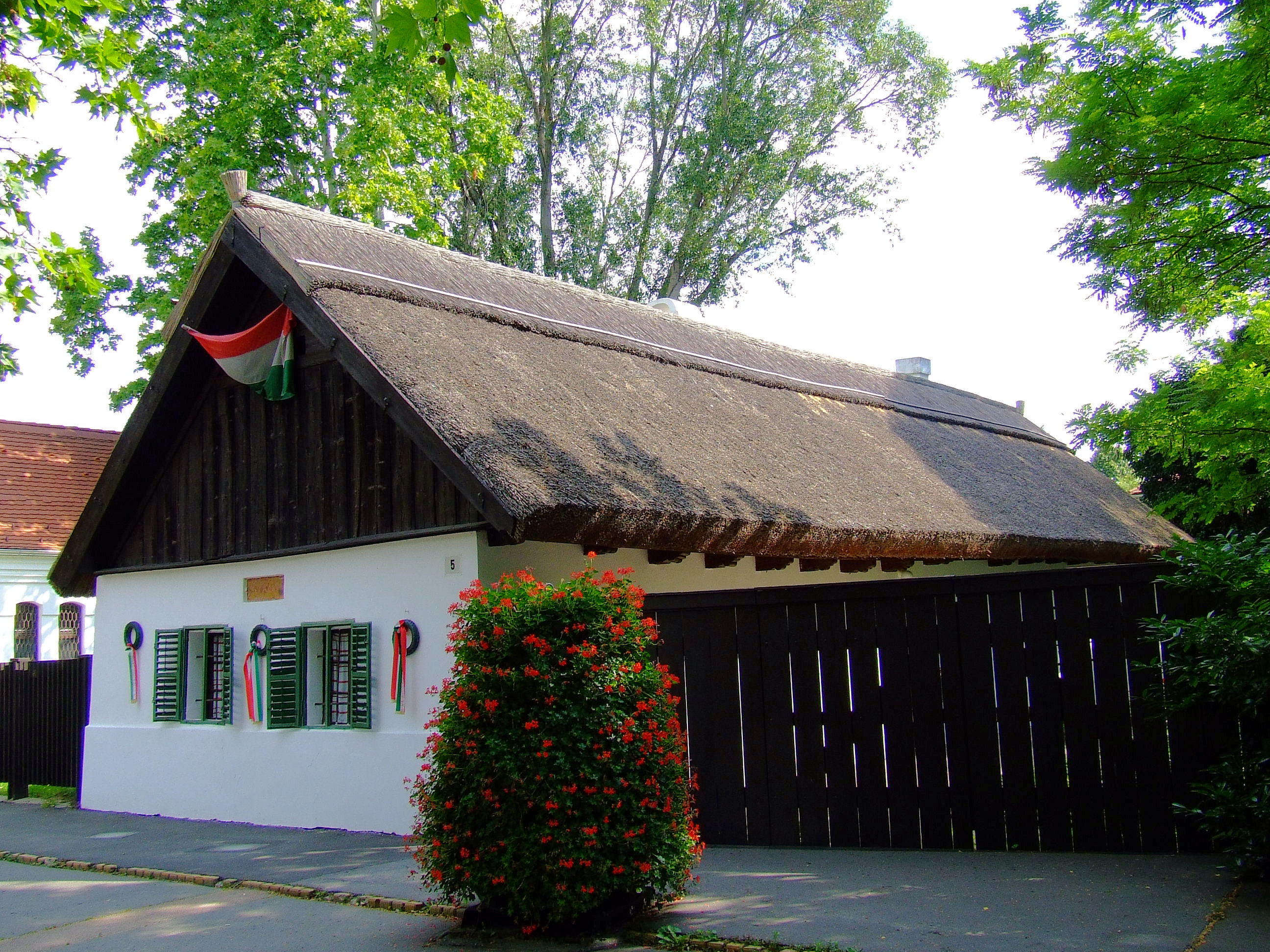
Geburtshaus von Sándor Petőfi (2007)

Kiskőrös (kroatisch Kireš, slowakisch Malý Kereš, deutsch Körösch) ist eine ungarische Stadt im gleichnamigen Kreis im Komitat Bács-Kiskun.

## Geschichte
Kiskőrös wurde 1247 erstmals urkundlich erwähnt.

## Sehenswürdigkeiten
- Geburtshaus von Sándor Petőfi (erbaut um 1790), heute ein Literaturmuseum
- Römisch-katholische Kirche St. Joseph (ungarisch Szent József templom), erbaut 1826, Neobarock
- Rathaus (erbaut 1893)
- Synagoge
- Gedenkstele für Franz Fühmann von Wieland Förster

## Söhne und Töchter
- Sándor Petőfi (1823–1849), Dichter und Revolutionär
- Miklós Murányi (1943–2025), Orientalist und Islamwissenschaftler

## Partnerstädte
| - Krimpen aan den IJssel - Lapua - Liptovský Mikuláš - Marghita | - Nesvady - Stadtlengsfeld, Ortsteil der Gemeinde Dermbach in Thüringen - Tarnów - Zhenjiang |

## Verkehr
In Kiskőrös kreuzen sich die Landstraße Nr. 5301 und die Hauptstraße Nr. 53. Die Stadt ist angebunden an die Eisenbahnstrecke von Budapest nach Kiskunhalas. Auf der Strecke von Kiskőrös nach Kalocsa wurde der Personenverkehr im Jahr 2007 eingestellt.